# Ameisenbrücke
Ameisenbrücke ist ein Gemeindeteil der Stadt Feuchtwangen im Landkreis Ansbach (Mittelfranken, Bayern). Ameisenbrücke liegt in der Gemarkung Feuchtwangen.

## Geographie
Der Weiler liegt am Schönbach, einem linken Zufluss der Sulzach. Südlich des Ortes liegen die Schönweiher. Ein Anliegerweg führt nach Feuchtwangen zur Kreisstraße AN 41 (1 km westlich).

## Geschichte
Der Ort hieß ursprünglich Diemenhof und war im Besitz des Ritters Hermann Lüpolt von Feuchtwangen. Am 1. Oktober 1330 tauschte dieser mit Kraft von Hohenlohe den Ort für hohenlohische Lehensgüter in Tribur. Spätestens am 28. Oktober 1371 war der Ort wieder Eigentum der Leuperzeller Ritter, wie aus einer Urkunde des Bischofs Johann von Augsburg hervorgeht.
Mit dem Gemeindeedikt (frühes 19. Jahrhundert) wurde der Ort dem Steuerdistrikt und der Munizipalgemeinde Feuchtwangen zugewiesen.

## Einwohnerentwicklung
| Jahr      | 001818 | 001840 | 001861 | 001871 | 001885 | 001900 | 001925 | 001950 | 001961 | 001970 | 001987 | 002013 |
| Einwohner | 20     | 11     | *      | 12     | 15     | 16     | 14     | 19     | 18     | 27     | 15     | 18     |
| Häuser    | 5      | 3      |        |        | 3      | 3      | 4      | 3      | 4      |        | 4      |        |
| Quelle    | [ 7 ]  | [ 8 ]  | [ 9 ]  | [ 10 ] | [ 11 ] | [ 12 ] | [ 13 ] | [ 14 ] | [ 15 ] | [ 16 ] | [ 17 ] |        |

## Religion
Der Ort ist seit der Reformation evangelisch-lutherisch geprägt und bis heute nach St. Johannis (Feuchtwangen) gepfarrt. Die Einwohner römisch-katholischer Konfession sind nach St. Ulrich und Afra (Feuchtwangen) gepfarrt.